# 藤原遠度
藤原 遠度（ふじわら の とおのり）は、平安時代中期の公卿。藤原北家、右大臣・藤原師輔の七男（六男とも）。官位は従三位・播磨権守。北野三位と号す。

## 経歴
春宮亮・右馬頭を経て、安和2年（969年）円融天皇の即位に伴って五位蔵人に補せられる。天禄4年（973年）従四位下・右近衛少将に叙任されると、天元年間（980年頃）に右兵衛督を務めるなど武官を歴任した。この間の天延2年（974年）に養女（源兼忠女の娘）への求婚を通じて、藤原道綱母への接近が『蜻蛉日記』に見える。しかしこれを求婚のためではなく、藤原兼通の間諜として藤原兼家邸に入り込む意図があったとみる意見もある。
永延元年（987年）従三位に叙せられるが、右兵衛督を止められ散位となったか。永延3年（989年）正月に播磨権守に任ぜられるが、同年3月13日に出家し、24日に薨去。

## 人物
『蜻蛉日記』によると、たいそう若々しく美しい容姿をしていたという。

## 官歴
注記のないものは『公卿補任』による。
- 時期不詳：春宮亮[2]
- 時期不詳：正五位下。右馬頭[3]
- 安和2年（969年） 8月19日：五位蔵人[3]
- 天禄4年（973年） 正月7日：従四位下[3]。7月26日?：右近衛少将[4]
- 天元5年（982年） 正月10日：見右兵衛督[5]
- 永延元年（987年） 7月12日：従三位、止右兵衛督
- 永延3年（989年） 正月29日：播磨権守。3月13日：出家。3月24日：薨去[6]

## 系譜
注記のないものは『尊卑分脈』による。
- 父：藤原師輔
- 母：藤原公葛の娘
- 妻：従三位季兼の娘（姓不詳）
  - 男子：藤原高頼
  - 男子：尋空（?-1035）
  - 男子：朝源（?-1046）
  - 女子：藤原広業室
  - 女子：宰相[7]